# Stuart Duncan
Stuart Duncan (Quantico (Virginia), 14 april 1964) is een Amerikaanse country- en bluegrassviolist, -gitarist, -banjospeler en -mandolinist.

## Biografie
Duncan werd geboren in Quantico, Virginia en groeide op in Santa Paula, Californië, waar hij in de schoolband speelde. Duncan is sinds 1985 lid van de Nashville Bluegrass Band. Hij werkt ook als sessiemuzikant en speelde met tal van bekende artiesten, waaronder George Strait, Dolly Parton, Guy Clark, Reba McEntire en Barbra Streisand. In 2006 toerde hij met de Mark Knopfler-Emmylou Harris Roadrunning Toer en hij verscheen op hun albums All the Roadrunning en Real Live Roadrunning. In 2008 vergezelde hij Robert Plant en Alison Krauss op tournee voor hun veelgeprezen album Raising Sand. Hij verscheen op Transatlantic Sessions Series 4, uitgezonden door de BBC in september/oktober 2009. In 2011 werkte Duncan samen met cellist Yo-Yo Ma, bassist Edgar Meyer en mandolinist Chris Thile op het album The Goat Rodeo Sessions. In 2013 vergezelde Duncan Diana Krall als sideman op haar Glad Rag Doll-toer. In 2015 verscheen Duncan op een van de nummers van het Jericho Summer album Night Train. Duncan speelde jazz op de viool en toerde in 2018 opnieuw met Diana Krall.

## Awards
Duncan heeft talloze onderscheidingen ontvangen. Als lid van de Nashville Bluegrass Band won hij in 1994 en 1996 de Grammy Award voor beste Bluegrass-album. Duncan werd uitgeroepen tot de «Academy of Country Music Fiddle Player of the Year» voor 1996, 1998, 1999, 2001 en 2004 en «Specialty Instrument Player of the Year» voor 2006.

## Privéleven
Stuart Duncan is getrouwd en heeft drie kinderen.
- Bibliothèque nationale de France: cb141737705 (data)
- Gemeinsame Normdatei: 134630424
- International Standard Name Identifier: 0000 0003 8327 5503
- Library of Congress Control Number: n93036147
- MusicBrainz: 04488675-7446-4cae-89cf-82c0ca069ed6
- Nationale Bibliotheek van Tsjechië: xx0156727
- Nationale Bibliotheek van Israël: 987007411918505171
- Virtual International Authority File: 268372903
- WorldCat: E39PBJrgKB7PhWPfQpbCQk8wG3